# Vitoria
Vitoria (in castigliano) o Gasteiz (in basco; ufficialmente Vitoria-Gasteiz) è una città della Spagna, capoluogo de facto, con i suoi 255 886 abitanti (2023), della comunità autonoma dei Paesi Baschi (País Vasco in spagnolo e Euskadi in basco) nonché capoluogo ufficiale della provincia di Álava.

## Società

### Evoluzione demografica
| 1842  | 1860   | 1877   | 1900   | 1930   | 1950   | 1960   | 1970    | 1981    | 2001    | 2010    |
| ----- | ------ | ------ | ------ | ------ | ------ | ------ | ------- | ------- | ------- | ------- |
| 9 553 | 18 728 | 25 039 | 30 701 | 40 641 | 52 206 | 73 701 | 136 873 | 192 773 | 216 852 | 238 247 |

## Storia
La città fu fondata nel 1181 dal Re di Navarra Sancho VI il Saggio con il nome di Nueva Vitoria e venne costruita accanto al villaggio di Gasteiz, fondato dai visigoti nel 581. Da poco dopo la fondazione della nuova città, la denominazione ufficiale in castigliano fu Vitoria-Gasteiz. Quando nel 1978 divennero ufficiali anche le denominazioni in basco, il nome rimase uguale nelle due lingue.
La città è divisa in due parti: quella antica in alto sulla collina, quella moderna in basso, che è in continuo sviluppo per l'industrializzazione recente, basata essenzialmente sulle piccole e medie imprese e sulla presenza di aziende di alcune società multinazionali. È sede vescovile sin dal 1861.
La posizione strategica di Vitoria, sulla strada più corta di collegamento fra la Castiglia e il Nord Europa, ha posto questa città sempre al centro di attività commerciali: già nel secolo XIII vi si tenevano ben due mercati alla settimana e dal 1399 anche due fiere annuali alle quali partecipavano molti visitatori.
Vitoria in passato è stata anche una delle tappe del Camino de Santiago: i pellegrini, che si servivano della strada più corta e meno disagiata, trovavano qui possibilità di sosta, di raccoglimento e preghiera nella famosa cappella dedicata a Santiago e anche di cura nell'ospedale de Santiago de la Plaza del XIV secolo.
Lo sviluppo artigianale e industriale della città accrebbe soprattutto in epoca recente, intorno ai secoli XIX e XX. Ciò ha comportato la costruzione di nuovi edifici moderni, che però si sono ben inseriti nel contesto urbano precedente senza eccessi nettamente discordanti. La caratteristica della città è comunque quella di avere un centro storico ben curato e mantenuto intatto, che è giudicato fra i migliori del nord della penisola iberica e che per questo è stato dichiarato di interesse nazionale nel 1987.

### Cronologia storica
La sua storia si può sinteticamente riassumere in questa cronologia:
- 1181: fondazione della città.
- 1199: Alfonso VIII di Castiglia assedia la città.
- 1200: la città cede all'assedio ed è incorporata nella Castiglia.
- 1431: Giovanni II di Castiglia elargisce gli Statuti e i privilegi di città a Vitoria-Gasteiz.
- 1483: la regina Isabella di Castiglia conferma ed aumenta i privilegi statutari.
- 1492: come nel resto della Spagna anche a Vitoria sono espulsi dalla città gli Ebrei che vi risiedevano.
- 1722: Bartolomé Riego fonda per primo una stamperia di libri dando inizio a un'attività che caratterizzerà sempre la città, che anche oggi è sede di industrie tipografiche.
- 1765: è creata la Societad Bascongada de los Amigos del Paìs con lo scopo di favorire lo sviluppo della città.
- 1813: le truppe francesi sono sconfitte nella battaglia di Vitoria e Ludwig van Beethoven celebra l'evento con una composizione musicale per orchestra.
- 1861: viene eretta la diocesi di Vitoria.
- 1980: Vitoria-Gasteiz viene dichiarata capitale del Paesi Baschi, con istituzione del Parlamento e del governo basco nella città.
- 2012: Vitoria-Gasteiz viene dichiarata European Green Capital

## Il patrimonio artistico

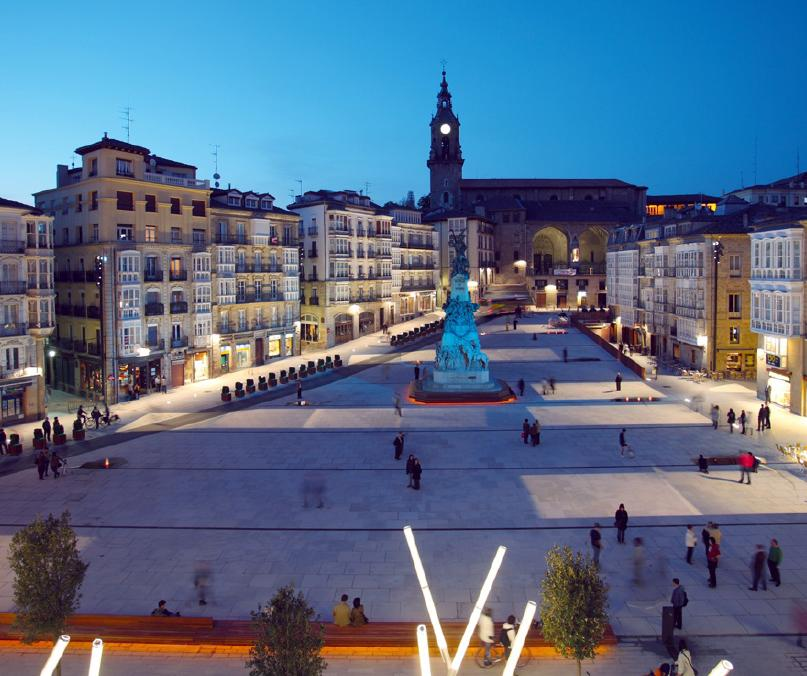
Centro storico di Vitoria: Piazza Virgen Blanca

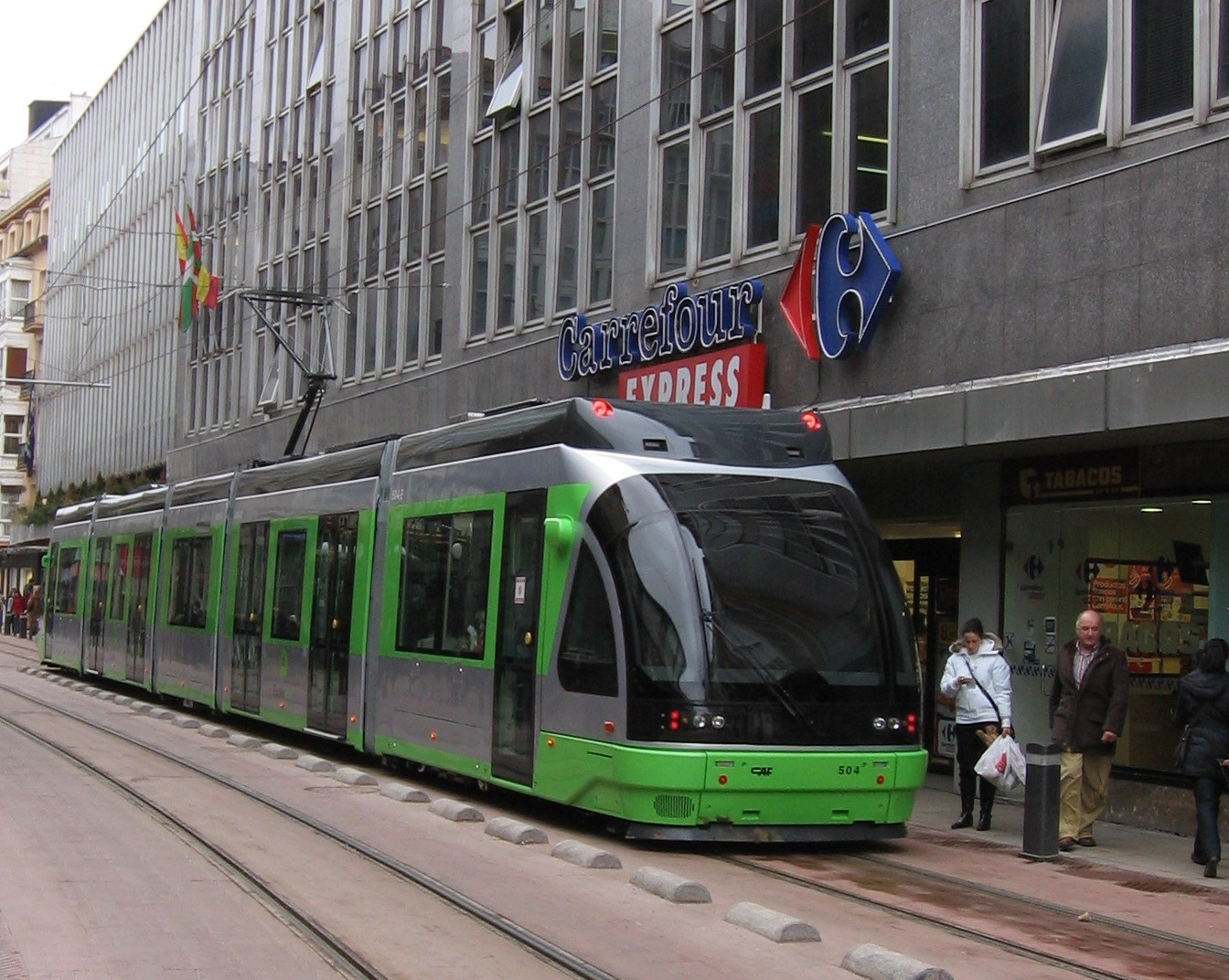
Tram di Vitoria

Il quartiere medievale antico con le caratteristiche case con balconi a sporto (miradores) è ben conservato e mantenuto intatto tanto che è considerato fra i più bei centri storici del nord della penisola iberica ed è stato dichiarato nel 1987 monumento nazionale. Per via della sua forma caratteristica viene soprannominato la Almendra Medieval (Mandorla Medievale).

### La Cattedrale
L'edificio antico più importante è l'antica Cattedrale di Santa Maria o Catedral Vieja (vecchia), come si conosce popolarmente, eretta nel punto più alto della collina del Campillo, nella parte più antica di Vitoria, dove nel 1181 venne fondato il primo nucleo di abitazioni. In origine, la chiesa fungeva anche da fortezza e formava parte del sistema difensivo medievale della città. Nel corso dei secoli la chiesa ha subito diverse modifiche che hanno trasformato in maniera decisiva il suo aspetto originale.
Il complesso religioso a pianta basilicale è composto da diverse parti costruite in epoche diverse: la Chiesa e la Campilla de Santiago, in stile gotico, risalgono al XIV secolo; il grande portico è del XV secolo ed è sovrastato dalla torre barocca eretta nel Seicento. La sagrestia e gli altri locali per i servizi, che si sono resi necessari a seguito dell'assegnazione della sede episcopale a Vitoria, vennero costruiti in epoca recente (XIX-XX secolo circa) in stile tardobarocco.

### Altri luoghi di interesse
Altri edifici religiosi sono: la nuova Cattedrale della Maria Immaculada, neogotica iniziata nel 1907 e consacrata nel 1967: è un imponente edificio che si trova alle pendici della collina del Campillo e fa da sfondo al parco della Florida; le chiese gotiche di San Pedro, di San Vicente (entrambe del XV secolo) e di San Miguel (XIV secolo), quest'ultima è incastonata nelle vecchie mura ed è preceduta dalla statua coeva in diaspro della Virgen Blanca, patrona della città. Il retablo dell'altare maggiore, in stile barocco, venne realizzato per Gregorio Fernández. Di importante rilevanza è anche la chiesa di San Antonio del Seicento.
Cuore della vita cittadina, e posta ai piedi della collina, è la Plaza de España o Plaza Nueva creata nel 1791 con edifici porticati neoclassici; su di essa si affaccia la Casa Consistorial.
Luogo della Fiesta de Vitoria è la Plaza de la Virgen Blanca, dove dal 4 al 9 di agosto di ogni anno si celebrano l'inizio e il termine della fiesta; al centro spicca il monumento del 1917 a ricordo della Battaglia di Vitoria del 21 giugno 1813.
Altri edifici civili sono la Casa del Cordon del XV secolo, sede del Museo civico, con una torre inserita nelle mura, costruite nel XIII secolo; il Palacio Ajuria-Enea, sede del governo e del presidente chiamato in basco "Lehendakari"; il Palacio de la Diputacion, costruito nel 1858, il palazzo del Parlamento Basco, anch'esso dell'Ottocento.

### Musei

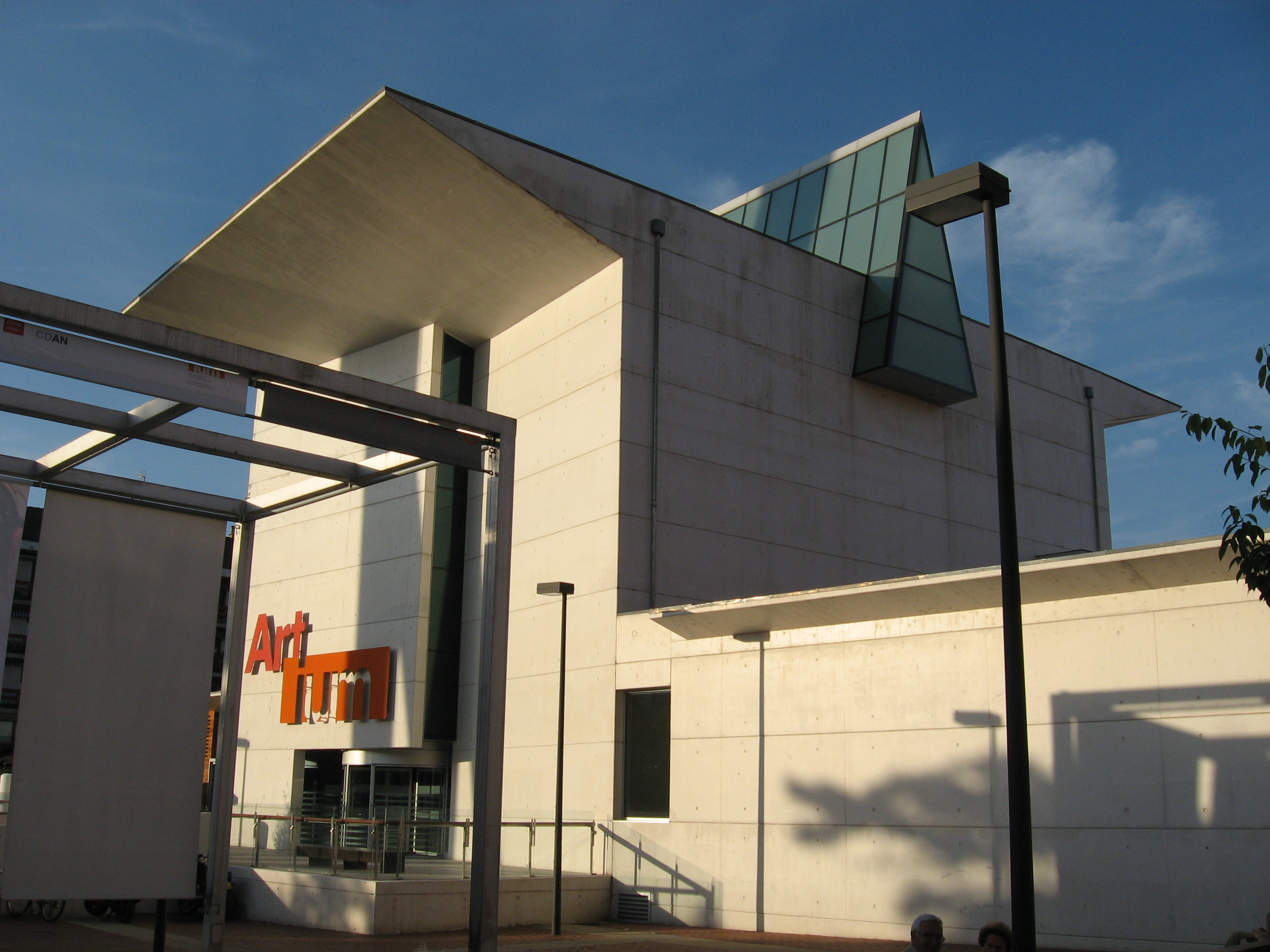
L'ingresso del Museo d’Arte Contemporanea ARTIUM

Vitoria è sede di uno dei più importanti musei di arte contemporanea iberici: il Centro-Museo Basco d’Arte Contemporanea ARTIUM, inaugurato nel 2002, offre una magnifica collezione di arte basca e spagnola dagli inizi del XX secolo fino ai giorni nostri.
Un altro importante polo museale cittadino è sicuramente il Museo di Belle Arti di Vitoria, situato nella casa-albergo del Conte di Dávila (del 1912), splendido palazzo in stile eclettico, conserva collezioni di arte basca, romanica e gotica, polittici fiamminghi e quadri del XVIII e XIX secolo.
Il Museo Archeologico, collocato in Plaza de la Burullería, uno dei quartieri più belli della città, conserva reperti preistorici e romani.
Di notevole interesse sono anche il Museo Provincial de Armeria dedicato alle armi e armature dei secoli dal XV al XVI, alle armi dei popoli africani e asiatici e alle guerre d'indipendenza; il Museo delle Scienze Naturali, nella imponente Torre de Doña Otxanda del XV secolo e il Museo Fournier de Naipes, con la più grande collezione di carte da gioco (in spagnolo Naipes) del mondo.

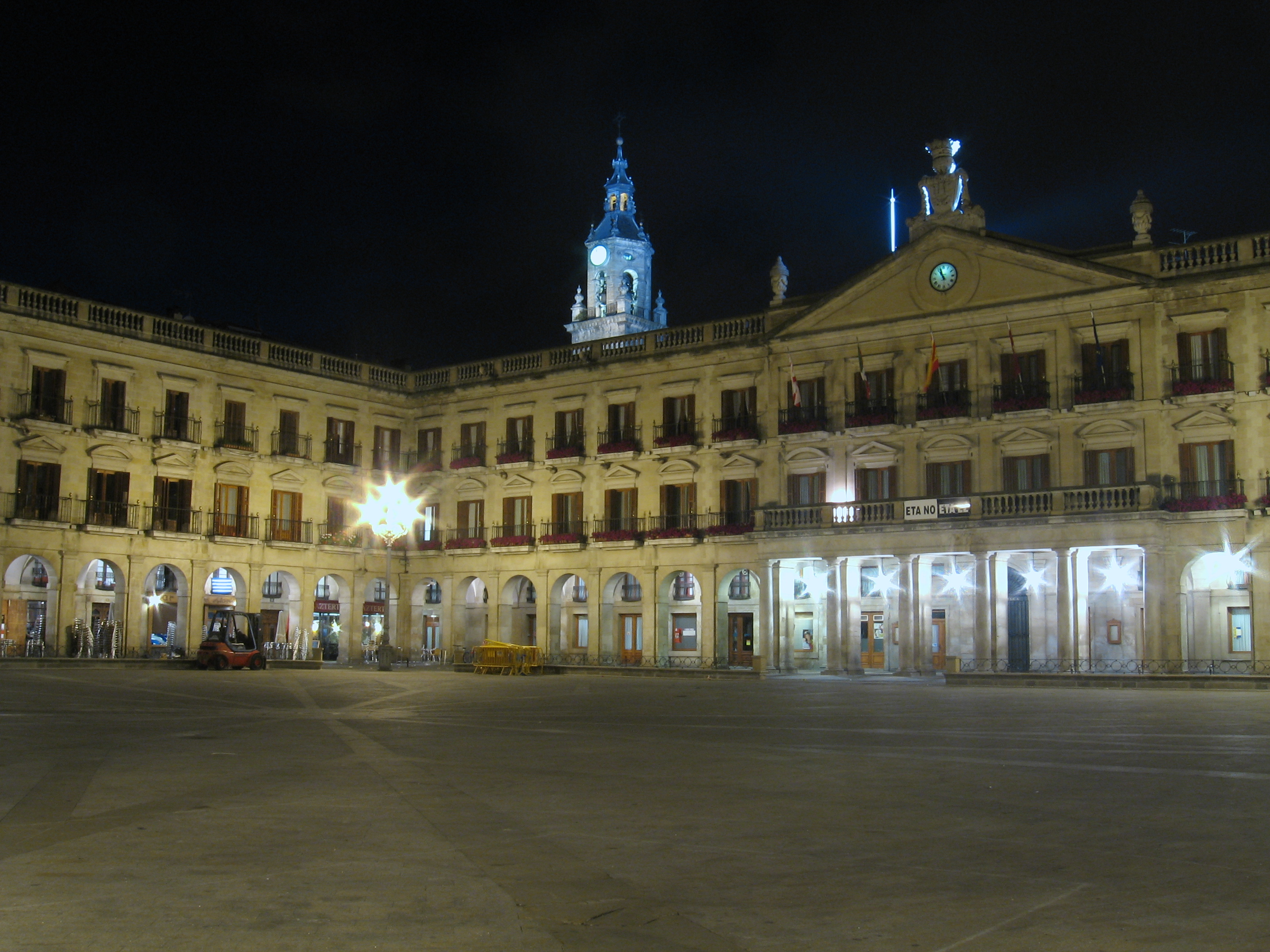
La centralissima Plaza de España

### Parchi
Vitoria è tra le città europee con la media più alta, rispetto alla sua densità di abitanti ed alle sue dimensioni, di zone adibite a parchi pubblici: ben 42 metri quadrati di verde a persona.
I quartieri moderni con larghe strade e viali alberati sono immersi nel verde dei giardini e dei parchi interni o contigui alla città, come il Parque de la Florida, il Prado, il Parque de Molinuevo e l'Anillo verde che circonda tutta la zona urbana.

### Dintorni
A 34 km si trova Puerto de la Herrera nella Sierra de Cantabria sovrastato dal colle detto Balcon de la Rioja per il grandioso panorama sulla valle dell'Ebro.
A 46 km si trova Laguardia, antico borgo chiuso fra mura e torri, con case e chiese antiche del Duecento.

## Feste tradizionali
Le feste non differiscono di molto da quelle che si svolgono in tutte le città e paesi spagnoli, la maggiore è quella dedicata alla Virgen Blanca patrona della città dal 4 al 9 agosto con gare della tradizionale pelota basca, canti e balli di tutte le epoche e forme.
- 28 aprile - San Prudencio - Patrono degli Alavesi (gli abitanti della provincia di Vitoria)
- 1º maggio - Nuestra Señora de Estibaliz - Patrona degli Alavesi
- 15 al 21 luglio - Festival de Jazz de Vitoria-Gasteiz
- 25 luglio - Día del Blusa - los blusas sono i giovani del paese che indossano le bluse, abiti tipici locali, e generalmente si organizzano in squadre e animano la festa cittadina. In questo stesso giorno c'è la feria de los ajos e la corsa de los burros.
- 4 al 9 agosto - Fiestas de La Blanca - Patrona della città

## Sport
Vitoria ha avuto lustro in ambito sportivo internazionale, soprattutto grazie alla sua squadra di pallacanestro: il Saski Baskonia (con lo sponsor TAU Ceramica o TAU Vitoria), finalista per due volte nel 2001 e nel 2005 della Eurolega e vincitrice di una Coppa Saporta nel 1996.
Nel 1986 la città ha ospitato il decimo campionato del mondo di pelota basca 
Nel calcio il capoluogo basco è rappresentato dal Deportivo Alavés attualmente militante nella Primera División del Campionato spagnolo. Anch'essa, come la sua corrispettiva del basket, riuscì ad arrivare alla finale di una coppa europea, la Coppa UEFA nel 2001, senza riuscire ad aggiudicarsi il titolo.
La città ha ospitato numerosi arrivi e partenze di tappe della Vuelta al País Vasco.
Nel mondo della montagna, la città è stata protagonista grazie a Juanito Oiarzabal, scalatore vitoriano sesto uomo al mondo ad aver scalato tutte le quattordici vette sopra gli 8 000 m s.l.m.

## Citazioni letterarie
Vitoria e la Cattedrale di Santa Maria sono una delle tappe principali del viaggio di ricerca descritto e vissuto dallo scrittore brasiliano Paulo Coelho in uno dei suoi maggiori successi editoriali, Lo Zahir (Milano, Bompiani, 2005, pagg.67-68).

## Amministrazione

### Gemellaggi
- Vitória
- Victoria
- Anaheim
- Angoulême[1]
- Daïra
- Cogo
- Kutaisi
- Dortmund
- Ibagué